# Mastira bipunctata
Mastira bipunctata là một loài nhện trong họ Thomisidae.
Loài này thuộc chi Mastira. Mastira bipunctata được Tord Tamerlan Teodor Thorell miêu tả năm 1891.